# WTCC i Turkiet
FIA WTCC Race of Turkey var den turkiska deltävlingen i FIA:s standardvagnsmästerskap World Touring Car Championship. Deltävlingen kördes säsongerna 2005 och 2006 på Istanbul Park, innan den ersattes av FIA WTCC Race of Sweden på Scandinavian Raceway 2007.

## Säsonger
| År   | Bana          | Race | Segrare förare                        | Segrare märke | Rapport             |
| ---- | ------------- | ---- | ------------------------------------- | ------------- | ------------------- |
| 2006 | Istanbul Park | 1 2  | Alessandro Zanardi Gabriele Tarquini  | BMW SEAT      | WTCC i Turkiet 2006 |
| 2005 | Istanbul Park | 1 2  | Fabrizio Giovanardi Gabriele Tarquini | Alfa Romeo    | WTCC i Turkiet 2005 |